# Рівняння Бертло
Рівня́ння Бертло́ — двопараметричне рівняння стану реального газу, опубліковане Д. Бертло (фр. Daniel Berthelot) у 1899 році як модифікація рівняння Ван дер Ваальса. 
Рівняння може бути записане у вигляді:
{\displaystyle RT=\left(p+{\frac {a}{Tv^{2}}}\right)\left(v-b\right)}.
У критичних точках можна вважати, що {\displaystyle \left.{\frac {\partial p}{\partial v}}\right|_{T=T_{c}}=0}, і {\displaystyle \left.{\frac {\partial ^{2}p}{\partial v^{2}}}\right|_{T=T_{c}}=0}, 
що приводить до значень коефіцієнтів a і b:
{\displaystyle a=3T_{c}p_{c}v_{c}^{2}}
{\displaystyle b={\frac {v_{c}}{3}}}
при заданому критичному коефіцієнті стисливості газу
{\displaystyle {\frac {p_{c}v_{c}}{RT_{c}}}={\frac {3}{8}}=0.375}
де p — тиск, T< — температура і R — універсальна газова стала. Tc' — критична температура, pc — тиск і Vc — об'єм у критичні точці.

## Варіант рівняння для низьких тисків
Д.Бертло, також запропонував рівняння стану  для низьких тисків:
{\displaystyle p={\frac {RT}{v}}\left(1+{\frac {9}{128}}{\frac {pT_{c}}{p_{c}T}}\left(1-{\frac {6T_{c}^{2}}{T^{2}}}\right)\right)}